# Régions du Cameroun
La république du Cameroun est subdivisée en dix régions. Les régions sont divisées en départements (58), eux-mêmes divisés en arrondissements (360), en municipalités et en chefferies.
Chaque région du Cameroun est placée sous l’autorité d’un gouverneur de région et d'un conseil régional. Le gouverneur est le représentant du président de la république, du Gouvernement et de chacun des ministres, et, à ce titre, il est dépositaire de l’autorité de l’État dans la région.
Des conseils régionaux constituent l'organe exécutif de la région. Ils sont composés de délégués de départements élus au suffrage universel indirect, et de représentants du commandement traditionnel élus par leurs pairs. Ils élisent un président du conseil régional qui est obligatoirement un autochtone de la région.

## Histoire des régions
Le décret 61/DF 15 du 20 octobre 1961 donne naissance aux régions administratives. La révision constitutionnelle du 2 juin 1972 crée sept provinces (parfois aussi appelées districts) :
- cinq provinces issues de l’ancien Cameroun français (alors en tant qu’État associé) avant son indépendance :
  - Nord
  - Est
  - Centre-Sud
  - Littoral
  - Ouest
- deux provinces issues de l’ancien Cameroun britannique avant leur union au Cameroun indépendant :
  - Nord-Ouest
  - Sud-Ouest

Le 22 août 1983, le nombre de provinces passe à 10 à la suite de la division en trois de celle du Nord (province du Nord, province de l'Extrême-Nord et province de l'Adamaoua), et en deux de celle du Centre-Sud (province du Centre et la province du Sud).
En 2008, le président Paul Biya a aboli par décret l’appellation « provinces ». Les provinces du Cameroun sont désormais appelées « régions » (Décret no 2008/376 du 12 novembre 2008 portant organisation administrative de la république du Cameroun).

## Liste des régions du Cameroun
| Les régions du Cameroun. | N° | Code | Région       | Chef-lieu  | Superficie (km2) | Nombre d’ar- rondissements | Langues officielles             |
| Les régions du Cameroun. | 4  | EN   | Extrême-Nord | Maroua     | 34 263           | 47                         | français (majoritaire), anglais |
| Les régions du Cameroun. | 6  | NO   | Nord         | Garoua     | 66 090           | 21                         | français (majoritaire), anglais |
| Les régions du Cameroun. | 1  | AD   | Adamaoua     | Ngaoundéré | 63 701           | 21                         | français (majoritaire), anglais |
| Les régions du Cameroun. | 3  | ES   | Est          | Bertoua    | 109 002          | 32                         | français (majoritaire), anglais |
| Les régions du Cameroun. | 2  | CE   | Centre       | Yaoundé    | 68 953           | 70                         | français (majoritaire), anglais |
| Les régions du Cameroun. | 9  | SU   | Sud          | Ebolowa    | 47 191           | 29                         | français (majoritaire), anglais |
| Les régions du Cameroun. | 5  | LT   | Littoral     | Douala     | 20 248           | 35                         | français (majoritaire), anglais |
| Les régions du Cameroun. | 8  | OU   | Ouest        | Bafoussam  | 13 892           | 40                         | français (majoritaire), anglais |
| Les régions du Cameroun. | 7  | NW   | Nord-Ouest   | Bamenda    | 17 300           | 34                         | anglais (majoritaire), français |
| Les régions du Cameroun. | 10 | SW   | Sud-Ouest    | Buéa       | 25 410           | 31                         | anglais (majoritaire), français |

### Région de l’Extrême-Nord
| Localisation de la région de l’Extrême-Nord (Cameroun). | - Chef-lieu de région : Maroua. - Frontières : - nord : le lac Tchad ; - est : le Tchad ; - sud : le Tchad et la région du Nord ; - ouest : le Nigeria. - Superficie : 34 263 km2. - Nombre d’habitants : 1 855 695 (recensement 1987), 2 721 500 (estimation 2001), 3 007 018 (rec. 2015). - Langue officielle majoritaire : français. | \| Départements \| Chefs-lieux \| \| --------------- \| ----------- \| \| Diamaré \| Maroua \| \| Logone-et-Chari \| Kousséri \| \| Mayo-Danay \| Yagoua \| \| Mayo-Kani \| Kaélé \| \| Mayo-Sava \| Mora \| \| Mayo-Tsanaga \| Mokolo \| |
| Départements                                            | Chefs-lieux | |
| Diamaré                                                 | Maroua | |
| Logone-et-Chari                                         | Kousséri | |
| Mayo-Danay                                              | Yagoua | |
| Mayo-Kani                                               | Kaélé | |
| Mayo-Sava                                               | Mora | |
| Mayo-Tsanaga                                            | Mokolo | |

### Région du Nord
| Localisation de la région du Nord (Cameroun). | - Chef-lieu de région : Garoua. - Frontières : - nord : la région de l’Extrême-Nord ; - est : le Tchad et la République centrafricaine ; - sud : la région de l’Adamaoua ; - ouest : le Nigeria. - Superficie : 66 090 km2. - Nombre d’habitants : 832 165 (recensement 1987), 1 227 000 (estimation 2001), 1 904 412 (recensement 2015). - Langue officielle majoritaire : français. | \| Départements \| Chefs-lieux \| \| ------------ \| ----------- \| \| Bénoué \| Garoua \| \| Faro \| Poli \| \| Mayo-Louti \| Guider \| \| Mayo-Rey \| Tcholliré \| |
| Départements                                  | Chefs-lieux | |
| Bénoué                                        | Garoua | |
| Faro                                          | Poli | |
| Mayo-Louti                                    | Guider | |
| Mayo-Rey                                      | Tcholliré | |

### Région de l’Adamaoua
| Localisation de la région de l'Adamaoua (Cameroun). | - Chef-lieu de région : Ngaoundéré. - Frontières : - nord : la région du Nord ; - est : la République centrafricaine ; - sud : les régions de l’Est, du Centre et de l’Ouest ; - ouest : la région du Nord-Ouest et le Nigeria. - Superficie : 63 701 km2. - Nombre d’habitants : 495 185 (recensement 1987), 723 600 (estimations 2001), 1 510 015 (recensement 2015). - Langue officielle majoritaire : français. | \| Départements \| Chefs-lieux \| \| ------------ \| ----------- \| \| Djérem \| Tibati \| \| Faro-et-Déo \| Tignère \| \| Mayo-Banyo \| Banyo \| \| Mbéré \| Meiganga \| \| Vina \| Ngaoundéré \| |
| Départements                                        | Chefs-lieux | |
| Djérem                                              | Tibati | |
| Faro-et-Déo                                         | Tignère | |
| Mayo-Banyo                                          | Banyo | |
| Mbéré                                               | Meiganga | |
| Vina                                                | Ngaoundéré | |

### Région de l’Est
| Localisation de la région de l’Est (Cameroun). | - Chef-lieu de région : Bertoua. - Frontières : - nord : la région de l’Adamaoua ; - est : la République centrafricaine ; - sud : le Congo ; - ouest : les régions du Sud et du Centre. - Superficie : 109 002 km2. - Nombre d’habitants : 517 198 (recensement 1987), 755 100 (estimation 2001), 1 417 021 (recensement 2015). - Langue officielle majoritaire : français. | \| Départements \| Chefs-lieux \| \| --------------- \| ----------- \| \| Boumba-et-Ngoko \| Yokadouma \| \| Haut-Nyong \| Abong-Mbang \| \| Kadey \| Batouri \| \| Lom-et-Djérem \| Bertoua \| |
| Départements                                   | Chefs-lieux | |
| Boumba-et-Ngoko                                | Yokadouma | |
| Haut-Nyong                                     | Abong-Mbang | |
| Kadey                                          | Batouri | |
| Lom-et-Djérem                                  | Bertoua | |

### Région du Centre
| Localisation de la région du Centre (Cameroun). | - Chef-lieu de région : Yaoundé (capitale du pays). - Frontières : - nord : la région de l’Adamaoua ; - est : la région de l'Est ; - sud : la région du Sud ; - ouest : les régions du Littoral et de l’Ouest. - Superficie : 68 953 km2. - Nombre d’habitants : 1 651 600 (recensement 1987), 2 501 200 (estimation 2001), 4 060 543 (recensement 2015). - Langue officielle majoritaire : français. | \| Départements \| Chefs-lieux \| \| ---------------- \| ----------- \| \| Haute-Sanaga \| Nanga-Eboko \| \| Lekié \| Monatele \| \| Mbam-et-Inoubou \| Bafia \| \| Mbam-et-Kim \| Ntui \| \| Méfou-et-Afamba \| Mfou \| \| Méfou-et-Akono \| Ngoumou \| \| Mfoundi \| Yaoundé \| \| Nyong-et-Kellé \| Éséka \| \| Nyong-et-Mfoumou \| Akonolinga \| \| Nyong-et-So’o \| Mbalmayo \| |
| Départements                                    | Chefs-lieux | |
| Haute-Sanaga                                    | Nanga-Eboko | |
| Lekié                                           | Monatele | |
| Mbam-et-Inoubou                                 | Bafia | |
| Mbam-et-Kim                                     | Ntui | |
| Méfou-et-Afamba                                 | Mfou | |
| Méfou-et-Akono                                  | Ngoumou | |
| Mfoundi                                         | Yaoundé | |
| Nyong-et-Kellé                                  | Éséka | |
| Nyong-et-Mfoumou                                | Akonolinga | |
| Nyong-et-So’o                                   | Mbalmayo | |

### Région du Sud
| Localisation de la région du Sud (Cameroun). | - Chef-lieu de région : Ebolowa. - Frontières : - nord : la région du Centre ; - est : la région de l’Est ; - sud : la Guinée équatoriale, le Gabon, le Congo ; - ouest : le golfe de Guinée et la région du Littoral. - Superficie : 47 191 km2. - Nombre d’habitants : 373 798 (recensement de 1987), 534 900 (estimation 2001), 1 560 932 (recensement 2015). - Langue officielle majoritaire : français. | \| Départements \| Chefs-lieux \| \| -------------- \| ----------- \| \| Dja-et-Lobo \| Sangmélima \| \| Mvila \| Ebolowa \| \| Océan \| Kribi \| \| Vallée-du-Ntem \| Ambam \| |
| Départements                                 | Chefs-lieux | |
| Dja-et-Lobo                                  | Sangmélima | |
| Mvila                                        | Ebolowa | |
| Océan                                        | Kribi | |
| Vallée-du-Ntem                               | Ambam | |

### Région du Littoral
| Localisation de la région du Littoral (Cameroun). | - Chef-lieu de région : Douala. - Frontières : - nord : la région de l’Ouest ; - est : la région du Centre ; - sud : la région du Sud et le golfe de Guinée ; - ouest : la région du Sud-Ouest. - Superficie : 20 248 km2. - Nombre d’habitants : 1 352 833 (recensement 1987), 2 202 300 (estimation 2001), 4 200 460 (recensement 2015). - Langue officielle majoritaire : français. - Conseil régional du Littoral (Cameroun) | \| Départements \| Chefs-lieux \| \| --------------- \| ----------- \| \| Moungo \| Nkongsamba \| \| Nkam \| Yabassi \| \| Sanaga-Maritime \| Édéa \| \| Wouri \| Douala \| |
| Départements                                      | Chefs-lieux | |
| Moungo                                            | Nkongsamba | |
| Nkam                                              | Yabassi | |
| Sanaga-Maritime                                   | Édéa | |
| Wouri                                             | Douala | |

### Région de l’Ouest
| Localisation de la région de l’Ouest (Cameroun). | - Chef-lieu de région : Bafoussam. - Frontières : - nord : les régions du Nord-Ouest et de l’Adamaoua ; - est : la région du Centre ; - sud : la région du Littoral ; - ouest : la région du Sud-Ouest. - Superficie : 13 892 km2. - Nombre d’habitants : 1 339 791 (recensement 1987), 1 982 100 (estimation 2001), 2 401 749 (recensement 2015). - Langue officielle majoritaire : français. | \| Départements \| Chefs-lieux \| \| -------------- \| ----------- \| \| Bamboutos \| Mbouda \| \| Haut-Nkam \| Bafang \| \| Hauts-Plateaux \| Baham \| \| Koung-Khi \| Bandjoun \| \| Menoua \| Dschang \| \| Mifi \| Bafoussam \| \| Ndé \| Bangangté \| \| Noun \| Foumban \| |
| Départements                                     | Chefs-lieux | |
| Bamboutos                                        | Mbouda | |
| Haut-Nkam                                        | Bafang | |
| Hauts-Plateaux                                   | Baham | |
| Koung-Khi                                        | Bandjoun | |
| Menoua                                           | Dschang | |
| Mifi                                             | Bafoussam | |
| Ndé                                              | Bangangté | |
| Noun                                             | Foumban | |

### Région du Nord-Ouest
| Localisation de la région du Nord-Ouest (Cameroun). | - Chef-lieu de région : Bamenda. - Frontières : - nord : le Nigeria ; - est : la région de l’Adamaoua ; - sud : la région de l’Ouest ; - ouest : la région du Sud-Ouest. - Superficie : 17 300 km2. - Nombre d'habitants : 1 237 348 (recensement 1987), 1 840 500 (estimated 2001), 2 225 046 (recensement 2015). - Langue officielle majoritaire : anglais. | \| Départements \| Chefs-lieux \| \| ------------- \| ----------- \| \| Boyo \| Fundong \| \| Bui \| Kumbo \| \| Donga-Mantung \| Nkambé \| \| Menchum \| Wum \| \| Mezam \| Bamenda \| \| Momo \| Mbengwi \| \| Ngo-Ketunjia \| Ndop \| |
| Départements                                        | Chefs-lieux | |
| Boyo                                                | Fundong | |
| Bui                                                 | Kumbo | |
| Donga-Mantung                                       | Nkambé | |
| Menchum                                             | Wum | |
| Mezam                                               | Bamenda | |
| Momo                                                | Mbengwi | |
| Ngo-Ketunjia                                        | Ndop | |

### Région du Sud-Ouest
| Localisation de la région du Sud-Ouest (Cameroun). | - Chef-lieu de région : Buéa. - Frontières : - nord : la région du Nord-Ouest ; - est : les régions de l’Ouest et du Littoral ; - sud : le golfe de Guinée ; - ouest : le Nigeria. - Superficie : 25 410 km2. - Nombre d’habitants : 838 042 (recensement 1987), 1 242 700 (estimation 2001), 2 130 426 (recensement 2015). - Langue officielle majoritaire : anglais. | \| Départements \| Chefs-lieux \| \| ---------------- \| ----------- \| \| Fako \| Limbé \| \| Koupé-Manengouba \| Bangem \| \| Lebialem \| Menji \| \| Manyu \| Mamfé \| \| Meme \| Kumba \| \| Ndian \| Mundemba \| |
| Départements                                       | Chefs-lieux | |
| Fako                                               | Limbé | |
| Koupé-Manengouba                                   | Bangem | |
| Lebialem                                           | Menji | |
| Manyu                                              | Mamfé | |
| Meme                                               | Kumba | |
| Ndian                                              | Mundemba | |